# Reprezentacja Portoryka w koszykówce mężczyzn
Reprezentacja Portoryka w koszykówce mężczyzn (hisz. Selección de Baloncesto de Puerto Rico) – zespół koszykarski, reprezentujący Portoryko w meczach i sportowych imprezach międzynarodowych, powoływany przez selekcjonera, w którym występować mogą wszyscy zawodnicy posiadający obywatelstwo portorykańskie, niezależnie od wieku, czy narodowości. Za jej funkcjonowanie odpowiedzialny jest Portorykański Związek Koszykówki (Federación de Baloncesto de Puerto Rico ), która została dołączona do FIBA w 1957 roku.
Reprezentacja Portoryka 9-krotnie uczestniczyła w turnieju olimpijskim, 14-krotnie na mistrzostwach świata, 19-krotnie na mistrzostwach Ameryki, na których trzykrotnie zdobyła mistrzostwo (1980, 1989, 1995), 5-krotnie wicemistrzostwo (1988, 1993, 1997, 2009, 2013) oraz dwukrotnie brązowy medal (2003, 2007). Składa się ona z zawodników urodzonych w Portoryko oraz zawodników pochodzenia portorykańskiego urodzonych w Stanach Zjednoczonych, takich jak m.in.: Rick Apodaca, Renaldo Balkman, Héctor Blondet, Ramón Clemente, Tyler Davis, Raymond Gause, Maurice Harkless, Georgie Torres.

## Udział w turniejach międzynarodowych
| Udział w Igrzyskach Olimpijskich | Udział w Igrzyskach Olimpijskich | Udział w Igrzyskach Olimpijskich | Udział w Igrzyskach Olimpijskich | Udział w Igrzyskach Olimpijskich |
| Rok                              | Miejsce                          | M                                | W                                | P                                |
| -------------------------------- | -------------------------------- | -------------------------------- | -------------------------------- | -------------------------------- |
| 1936–1956                        | Nie zakwalifikowała się          | Nie zakwalifikowała się          | Nie zakwalifikowała się          | Nie zakwalifikowała się          |
| 1960                             | 13. miejsce                      | 3                                | 0                                | 3                                |
| 1964                             | 4. miejsce                       | 9                                | 5                                | 4                                |
| 1968                             | 9. miejsce                       | 7                                | 3                                | 4                                |
| 1972                             | 6. miejsce                       | 7                                | 5                                | 2                                |
| 1976                             | 9. miejsce                       | 7                                | 3                                | 4                                |
| 1980                             | Bojkot                           | Bojkot                           | Bojkot                           | Bojkot                           |
| 1984                             | Nie zakwalifikowała się          | Nie zakwalifikowała się          | Nie zakwalifikowała się          | Nie zakwalifikowała się          |
| 1988                             | 7. miejsce                       | 8                                | 4                                | 4                                |
| 1992                             | 8. miejsce                       | 8                                | 3                                | 5                                |
| 1996                             | 10. miejsce                      | 7                                | 2                                | 5                                |
| 2000                             | Nie zakwalifikowała się          | Nie zakwalifikowała się          | Nie zakwalifikowała się          | Nie zakwalifikowała się          |
| 2004                             | 6th                              | 7                                | 3                                | 4                                |
| 2008–2020                        | Nie zakwalifikowała się          | Nie zakwalifikowała się          | Nie zakwalifikowała się          | Nie zakwalifikowała się          |
| Razem                            | Razem                            | 63                               | 28                               | 35                               |

| Udział w mistrzostwach świata | Udział w mistrzostwach świata | Udział w mistrzostwach świata | Udział w mistrzostwach świata | Udział w mistrzostwach świata |
| Rok                           | Miejsce                       | M                             | W                             | P                             |
| ----------------------------- | ----------------------------- | ----------------------------- | ----------------------------- | ----------------------------- |
| 1950–1954                     | Nie zakwalifikowała się       | Nie zakwalifikowała się       | Nie zakwalifikowała się       | Nie zakwalifikowała się       |
| 1959                          | 5. miejsce                    | 9                             | 3                             | 6                             |
| 1963                          | 6. miejsce                    | 9                             | 3                             | 6                             |
| 1967                          | 12. miejsce                   | 8                             | 2                             | 6                             |
| 1970                          | Nie zakwalifikowała się       | Nie zakwalifikowała się       | Nie zakwalifikowała się       | Nie zakwalifikowała się       |
| 1974                          | 7. miejsce                    | 7                             | 2                             | 5                             |
| 1978                          | 10. miejsce                   | 7                             | 4                             | 3                             |
| 1982                          | Nie zakwalifikowała się       | Nie zakwalifikowała się       | Nie zakwalifikowała się       | Nie zakwalifikowała się       |
| 1986                          | 13. miejsce                   | 5                             | 2                             | 3                             |
| 1990                          | 4. miejsce                    | 8                             | 6                             | 2                             |
| 1994                          | 6. miejsce                    | 8                             | 3                             | 5                             |
| 1998                          | 11. miejsce                   | 8                             | 3                             | 5                             |
| 2002                          | 7. miejsce                    | 9                             | 6                             | 3                             |
| 2006                          | 17. miejsce                   | 5                             | 2                             | 3                             |
| 2010                          | 18. miejsce                   | 5                             | 1                             | 4                             |
| 2014                          | 19. miejsce                   | 5                             | 1                             | 4                             |
| 2019                          | 15. miejsce                   | 5                             | 2                             | 3                             |
| 2023                          | Kwalifikacja                  | 0                             | 0                             | 0                             |
| Razem                         | Razem                         | 98                            | 40                            | 58                            |

| Udział w Mistrzostwach Ameryki | Udział w Mistrzostwach Ameryki | Udział w Mistrzostwach Ameryki | Udział w Mistrzostwach Ameryki | Udział w Mistrzostwach Ameryki |
| Rok                            | Miejsce                        | M                              | W                              | P                              |
| ------------------------------ | ------------------------------ | ------------------------------ | ------------------------------ | ------------------------------ |
| 1980                           | Mistrzostwo                    | 6                              | 5                              | 1                              |
| 1984                           | 6. miejsce                     | 8                              | 3                              | 5                              |
| 1988                           | Wicemistrzostwo                | 8                              | 6                              | 2                              |
| 1989                           | Mistrzostwo                    | 8                              | 7                              | 1                              |
| 1992                           | 4. miejsce                     | 7                              | 4                              | 3                              |
| 1993                           | Wicemistrzostwo                | 7                              | 5                              | 2                              |
| 1995                           | Mistrzostwo                    | 10                             | 9                              | 1                              |
| 1997                           | Wicemistrzostwo                | 9                              | 5                              | 4                              |
| 1999                           | 4. miejsce                     | 10                             | 6                              | 4                              |
| 2001                           | 4. miejsce                     | 9                              | 5                              | 4                              |
| 2003                           | 3. miejsce                     | 10                             | 6                              | 4                              |
| 2005                           | 7. miejsce                     | 8                              | 4                              | 4                              |
| 2007                           | 3. miejsce                     | 10                             | 5                              | 5                              |
| 2009                           | Wicemistrzostwo                | 10                             | 8                              | 2                              |
| 2011                           | 4. miejsce                     | 10                             | 6                              | 4                              |
| 2013                           | Wicemistrzostwo                | 10                             | 7                              | 3                              |
| 2015                           | 5. miejsce                     | 8                              | 4                              | 4                              |
| 2017                           | 5. miejsce                     | 3                              | 2                              | 1                              |
| 2022                           | 5. miejsce                     | 4                              | 2                              | 2                              |
| Razem                          | Razem                          | 155                            | 99                             | 56                             |

| Udział w Igrzyskach Panamerykańskich | Udział w Igrzyskach Panamerykańskich | Udział w Igrzyskach Panamerykańskich | Udział w Igrzyskach Panamerykańskich | Udział w Igrzyskach Panamerykańskich |
| Rok                                  | Miejsce                              | M                                    | W                                    | P                                    |
| ------------------------------------ | ------------------------------------ | ------------------------------------ | ------------------------------------ | ------------------------------------ |
| 1951–1955                            | Nie brała udziału                    | Nie brała udziału                    | Nie brała udziału                    | Nie brała udziału                    |
| 1959                                 | Wicemistrzostwo                      | 6                                    | 4                                    | 2                                    |
| 1963                                 | 3. miejsce                           | 6                                    | 4                                    | 2                                    |
| 1967                                 | 5. miejsce                           | 9                                    | 4                                    | 5                                    |
| 1971                                 | Wicemistrzostwo                      | 8                                    | 7                                    | 1                                    |
| 1975                                 | Wicemistrzostwo                      | 9                                    | 7                                    | 2                                    |
| 1979                                 | Wicemistrzostwo                      | 9                                    | 8                                    | 1                                    |
| 1983                                 | 6. miejsce                           | 9                                    | 5                                    | 4                                    |
| 1987                                 | 3. miejsce                           | 7                                    | 5                                    | 2                                    |
| 1991                                 | Mistrzostwo                          | 7                                    | 6                                    | 1                                    |
| 1995                                 | 6. miejsce                           | 6                                    | 1                                    | 5                                    |
| 1999                                 | 3. miejsce                           | 5                                    | 4                                    | 1                                    |
| 2003                                 | 3. miejsce                           | 5                                    | 3                                    | 2                                    |
| 2007                                 | Wicemistrzostwo                      | 5                                    | 4                                    | 1                                    |
| 2011                                 | Mistrzostwo                          | 5                                    | 4                                    | 1                                    |
| 2015                                 | 6. miejsce                           | 4                                    | 1                                    | 3                                    |
| 2019                                 | Nie zakwalifikowała się              | Nie zakwalifikowała się              | Nie zakwalifikowała się              | Nie zakwalifikowała się              |
| 2023                                 | Kwalifikacja                         | 0                                    | 0                                    | 0                                    |
| Razem                                | Razem                                | 100                                  | 67                                   | 33                                   |

| Udział w Centrobaskecie | Udział w Centrobaskecie | Udział w Centrobaskecie | Udział w Centrobaskecie | Udział w Centrobaskecie |
| Rok                     | Miejsce                 | M                       | W                       | P                       |
| ----------------------- | ----------------------- | ----------------------- | ----------------------- | ----------------------- |
| 1965                    | Wicemistrzostwo         | 8                       | 6                       | 2                       |
| 1967                    | Nie brała udziału       | Nie brała udziału       | Nie brała udziału       | Nie brała udziału       |
| 1969                    | 3. miejsce              | 8                       | 5                       | 3                       |
| 1971                    | Wicemistrzostwo         | 6                       | 5                       | 1                       |
| 1973                    | Mistrzostwo             | 7                       | 7                       | 0                       |
| 1975                    | Wicemistrzostwo         | 10                      | 9                       | 1                       |
| 1977                    | Wicemistrzostwo         | 9                       | 8                       | 1                       |
| 1981                    | Wicemistrzostwo         | 8                       | 6                       | 2                       |
| 1985                    | Mistrzostwo             | 8                       | 8                       | 0                       |
| 1987                    | Mistrzostwo             | 7                       | 6                       | 1                       |
| 1989                    | Mistrzostwo             | 6                       | 6                       | 0                       |
| 1991                    | Mistrzostwo             | 6                       | 6                       | 0                       |
| 1993                    | Mistrzostwo             | 9                       | 9                       | 0                       |
| 1995                    | 3. miejsce              | 7                       | 6                       | 1                       |
| 1997                    | Wicemistrzostwo         | 8                       | 7                       | 1                       |
| 1999                    | Wicemistrzostwo         | 5                       | 4                       | 1                       |
| 2001                    | Mistrzostwo             | 5                       | 5                       | 0                       |
| 2003                    | Mistrzostwo             | 5                       | 5                       | 0                       |
| 2004                    | Wicemistrzostwo         | 4                       | 3                       | 1                       |
| 2006                    | 3. miejsce              | 4                       | 3                       | 1                       |
| 2008                    | Mistrzostwo             | 5                       | 5                       | 0                       |
| 2010                    | Mistrzostwo             | 6                       | 5                       | 1                       |
| 2012                    | Wicemistrzostwo         | 6                       | 5                       | 1                       |
| 2014                    | Wicemistrzostwo         | 6                       | 4                       | 2                       |
| 2016                    | Mistrzostwo             | 6                       | 5                       | 1                       |
| Razem                   | Razem                   | 159                     | 138                     | 21                      |

| Udział w Igrzyskach Ameryki Środkowej i Karaibów | Udział w Igrzyskach Ameryki Środkowej i Karaibów | Udział w Igrzyskach Ameryki Środkowej i Karaibów | Udział w Igrzyskach Ameryki Środkowej i Karaibów | Udział w Igrzyskach Ameryki Środkowej i Karaibów |
| Rok                                              | Miejsce                                          | M                                                | W                                                | P                                                |
| ------------------------------------------------ | ------------------------------------------------ | ------------------------------------------------ | ------------------------------------------------ | ------------------------------------------------ |
| 1926–1930                                        | Nie brała udziału                                | Nie brała udziału                                | Nie brała udziału                                | Nie brała udziału                                |
| 1935                                             | 3. miejsce                                       | 5                                                | 3                                                | 2                                                |
| 1938                                             | 4. miejsce                                       | 4                                                | 2                                                | 2                                                |
| 1946                                             | 5. miejsce                                       | 4                                                | 2                                                | 2                                                |
| 1950                                             | 5. miejsce                                       | 4                                                | 2                                                | 2                                                |
| 1954                                             | 3. miejsce                                       | 8                                                | 6                                                | 2                                                |
| 1959                                             | Wicemistrzostwo                                  | 8                                                | 7                                                | 1                                                |
| 1962                                             | Mistrzostwo                                      | 5                                                | 5                                                | 0                                                |
| 1966                                             | Mistrzostwo                                      | 7                                                | 7                                                | 0                                                |
| 1970                                             | 3. miejsce                                       | 9                                                | 7                                                | 2                                                |
| 1974                                             | Wicemistrzostwo                                  | 6                                                | 5                                                | 1                                                |
| 1978                                             | Mistrzostwo                                      | 6                                                | 6                                                | 0                                                |
| 1982                                             | Wicemistrzostwo                                  | 7                                                | 6                                                | 1                                                |
| 1986                                             | Wicemistrzostwo                                  | 4                                                | 3                                                | 1                                                |
| 1990                                             | Wicemistrzostwo                                  | 6                                                | 3                                                | 3                                                |
| 1993                                             | Mistrzostwo                                      | 6                                                | 5                                                | 1                                                |
| 1998                                             | 6. miejsce                                       | 7                                                | 4                                                | 3                                                |
| 2002                                             | Wicemistrzostwo                                  | 5                                                | 4                                                | 1                                                |
| 2006                                             | Mistrzostwo                                      | 6                                                | 6                                                | 0                                                |
| 2010                                             | Mistrzostwo                                      | 4                                                | 4                                                | 0                                                |
| 2014                                             | 3. miejsce                                       | 4                                                | 3                                                | 1                                                |
| 2018                                             | Mistrzostwo                                      | 4                                                | 4                                                | 0                                                |
| 2023                                             | Kwalifikacja                                     | 0                                                | 0                                                | 0                                                |
| Razem                                            | Razem                                            | 119                                              | 94                                               | 25                                               |

| Udział w CaribeBasket 2007 | Udział w CaribeBasket 2007 | Udział w CaribeBasket 2007 | Udział w CaribeBasket 2007 | Udział w CaribeBasket 2007 |
| Rok                        | Miejsce                    | M                          | W                          | P                          |
| -------------------------- | -------------------------- | -------------------------- | -------------------------- | -------------------------- |
| 2007                       | Mistrzostwo                | 6                          | 6                          | 0                          |
| Razem                      | Razem                      | 6                          | 6                          | 0                          |

| Udział w Igrzyskach dobrej woli | Udział w Igrzyskach dobrej woli | Udział w Igrzyskach dobrej woli | Udział w Igrzyskach dobrej woli | Udział w Igrzyskach dobrej woli |
| Rok                             | Miejsce                         | M                               | W                               | P                               |
| ------------------------------- | ------------------------------- | ------------------------------- | ------------------------------- | ------------------------------- |
| 1986                            | 13. miejsce                     | 5                               | 2                               | 3                               |
| 1990                            | 6. miejsce                      | 5                               | 2                               | 3                               |
| 1994                            | Mistrzostwo                     | 5                               | 4                               | 1                               |
| 1998                            | 4. miejsce                      | 5                               | 2                               | 3                               |
| 2001                            | Nie brała udziału               | Nie brała udziału               | Nie brała udziału               | Nie brała udziału               |
| Razem                           | Razem                           | 20                              | 10                              | 10                              |

| Udział w Kontynentalnym Pucharze Mistrzów Stankovicia | Udział w Kontynentalnym Pucharze Mistrzów Stankovicia | Udział w Kontynentalnym Pucharze Mistrzów Stankovicia | Udział w Kontynentalnym Pucharze Mistrzów Stankovicia | Udział w Kontynentalnym Pucharze Mistrzów Stankovicia |
| Rok                                                   | Miejsce                                               | M                                                     | W                                                     | P                                                     |
| ----------------------------------------------------- | ----------------------------------------------------- | ----------------------------------------------------- | ----------------------------------------------------- | ----------------------------------------------------- |
| 2005                                                  | 6. miejsce                                            | 5                                                     | 0                                                     | 5                                                     |
| 2006–2012                                             | Nie brała udziału                                     | Nie brała udziału                                     | Nie brała udziału                                     | Nie brała udziału                                     |
| 2013 (1)                                              | 4. miejsce                                            | 5                                                     | 2                                                     | 3                                                     |
| 2013 (2)                                              | 4. miejsce                                            | 4                                                     | 1                                                     | 3                                                     |
| 2014–2015                                             | Nie brała udziału                                     | Nie brała udziału                                     | Nie brała udziału                                     | Nie brała udziału                                     |
| Razem                                                 | Razem                                                 | 14                                                    | 3                                                     | 11                                                    |

| Udział w Kontynentalnym Pucharze Marchanda | Udział w Kontynentalnym Pucharze Marchanda | Udział w Kontynentalnym Pucharze Marchanda | Udział w Kontynentalnym Pucharze Marchanda | Udział w Kontynentalnym Pucharze Marchanda |
| Rok                                        | Miejsce                                    | M                                          | W                                          | P                                          |
| ------------------------------------------ | ------------------------------------------ | ------------------------------------------ | ------------------------------------------ | ------------------------------------------ |
| 2007                                       | 4. miejsce                                 | 3                                          | 0                                          | 3                                          |
| 2009                                       | 2. miejsce                                 | 3                                          | 2                                          | 1                                          |
| 2011                                       | 2. miejsce                                 | 3                                          | 2                                          | 1                                          |
| 2013                                       | Zwycięstwo                                 | 4                                          | 4                                          | 0                                          |
| 2015                                       | 2. miejsce                                 | 3                                          | 2                                          | 1                                          |
| Razem                                      | Razem                                      | 16                                         | 10                                         | 6                                          |

## Mecze i wyniki

### 2021
| 28 listopada 2021 | Meksyk                                | 90:86(27:23, 19:25, 22:18, 22:20) | Portoryko                                  | Gimnasio Manuel Bernardo Aguirre, Chihuahua Sędzia: - Juan Fernández - Carlos Vélez - Fabiano Huber |
| 28 listopada 2021 | Pkt:Girón 21 Zb:Jaimes 12 As:Stoll 14 | 90:86(27:23, 19:25, 22:18, 22:20) | Pkt:De Jesús 24 Zb:Collier 7 As:De Jesús 6 | Gimnasio Manuel Bernardo Aguirre, Chihuahua Sędzia: - Juan Fernández - Carlos Vélez - Fabiano Huber |

| 29 listopada 2021 | Portoryko                              | 69:60(27:23, 19:25, 22:18, 22:20) | Kuba                                           | Gimnasio Manuel Bernardo Aguirre, Chihuahua Sędzia: - Juan Fernández - Gonzalo Salgueiro - Jesús López |
| 29 listopada 2021 | Pkt:Romero 18 Zb:Murphy 11 As:Howard 7 | 69:60(27:23, 19:25, 22:18, 22:20) | Pkt:Mensia 16 Zb:Cubilla, Rivero 11 As:Oliva 6 | Gimnasio Manuel Bernardo Aguirre, Chihuahua Sędzia: - Juan Fernández - Gonzalo Salgueiro - Jesús López |

### 2022
| 29 listopada 2022 | Stany Zjednoczone                    | 93:76(20:27, 22:17, 32:14, 19:18) | Portoryko                                | Waszyngton |
| 29 listopada 2022 | Pkt:Johnson 18 Zb:Bell 8 As:Harper 5 | 93:76(20:27, 22:17, 32:14, 19:18) | Pkt:Mojica 18 Zb:Hernández 6 As:Browne 4 | Waszyngton |

## Zawodnicy

### Obecny skład
Skład na Mistrzostwa Ameryki 2022
Portoryko
| Nr | Poz. | Nazwisko i imię       | Data urodzenia | Klub                    | Wzrost | Masa ciała |
| -- | ---- | --------------------- | -------------- | ----------------------- | ------ | ---------- |
| 1  | PF   | Conditt IV, George    | 22.08.2000     | Gigantes de Carolina    | 208 cm | 106 kg     |
| 11 | SG   | Thompson Jr., Stephen | 23.03.1997     | Vaqueros de Bayamón     | 194 cm | 88 kg      |
| 15 | C    | Parker-Rivera, Timajh | 09.02.1994     | Grises de Humacao       | 203 cm | 107 kg     |
| 20 | SF   | Cintrón, Jordan       | 11.06.1998     | Indios de Mayagüez      | 203 cm | 100 kg     |
| 21 | F    | Reyes, Justin         | 16.03.1995     | Pallacanestro Varese    | 193 cm | 89 kg      |
| 22 | PG   | Fernández, Tjader     | 28.01.1994     | Atléticos de San Germán | 178 cm | 81 kg      |
| 25 | SG   | Plummer, Alfonso      | 04.09.1997     | GS Lavrio               | 185 cm | 82 kg      |
| 28 | C    | Romero, Ismael        | 23.06.1991     | Vaqueros de Bayamón     | 203 cm | 100 kg     |
| 32 | F    | Ortiz, Chris          | 02.04.1993     | Brujos de Guayama       | 203 cm | 102 kg     |
| 44 | G    | Mojica, Javier        | 31.08.1984     | Vaqueros de Bayamón     | 186 cm | 82 kg      |
| 51 | PG   | Waters, Javier        | 10.01.1998     | Gigantes de Carolina    | 160 cm | 79 kg      |
| 55 | G    | Thompson, Ethan       | 04.05.1999     | Windy City Bulls        | 193 cm | 88 kg      |

Selekcjoner:  Nelson Colón
 Asystenci:  Rafael Cruz •  Carlos González

### Rozstawienie
| Pozycja | Pierwsza 5        | Formacja 1           | Formacja 2                  |
| ------- | ----------------- | -------------------- | --------------------------- |
| C       | George Conditt IV | Ismael Romero        | Devon Collier               |
| PF      | Isaiah Pineiro    | Timajh Parker-Rivera | Jordan Cintrón              |
| SF      | Moe Harkless      | Stephen Thompson Jr. |                             |
| SG      | Jose Alvarado     | Ethan Thompson       | Alfonso Plummer Gian Clavel |
| PG      | Tremont Waters    | Tjader Fernández     |                             |

### Zastrzeżone numery
| Zastrzeżone numery | Zastrzeżone numery | Zastrzeżone numery | Zastrzeżone numery |
| Nr                 | Zawodnik           | Pozycja            | Okres              |
| ------------------ | ------------------ | ------------------ | ------------------ |
| 4                  | José Ortiz         | PF / C             | 1983–2004          |
| 14                 | Raymond Dalmau     | PF                 | 1966–1985          |

### Składy w turniejach międzynarodowych
Igrzyska olimpijskie
Rzym 1960
Juan Báez, César Bocachica, Ángel Cancel, Toñín Casillas, José Cestero, Teófilo Cruz, Evelio Droz, John Moráles, Johnny Rodríguez, Fufi Santori, Rafael Valle, Juan Vicéns, Trener:  Howie Shannon.
Tokio 1964
Rubén Adorno, Martín Ansa, Juan Báez, Ángel Cancel, Teófilo Cruz, Evelio Droz, Jaime Frontera, Ángel García, Tomás Gutiérrez, Bill McCadney, Juan Vicéns, Alberto Zamot, Trener:  Lou Rossini.
Meksyk 1968
Rubén Adorno, Ángel Cancel, Francisco Córdova, Teófilo Cruz, Raymond Dalmau, Jaime Frontera, Tomás Gutiérrez, Joe Hatton, Bill McCadney, Mariano Ortiz, Adolfo Porrata, Alberto Zamot, Trener:  Lou Rossini.
Monachium 1972
Billy Baum, Hector Blondet, Earl Brown, Ricky Calzada, Mickey Coll, Teófilo Cruz, Raymond Dalmau, Joe Hatton, Mariano Ortiz, Neftalí Rivera, Rubén Rodríguez, Jimmy Thordsen, Trener:  Gene Bartow.
Montreal 1976
Bobby Álvarez, Héctor Blondet, Luis Brignoni, Earl Brown, Teófilo Cruz, Raymond Dalmau, Butch Lee, Mariano Ortiz, Neftalí Rivera, Rubén Rodríguez, Jimmy Thordsen, Michael Vicens, Trener:  Tom Nissalke.
Seul 1988
Angelo Cruz, Edgar de León, Francisco de León, Raymond Gausse, Vicente Ithier, Federico López, Jerome Mincy, Mario Morales, José Ortiz, Ramón Ramos, Bobby Ríos, Ramón Rivas, Trener:  Armando Torres.
Bercelona 1992
James Carter, Eddie Casiano, Javier Antonio Colón, Edgar de León, Raymond Gausse, Federico López, Jerome Mincy, Mario Morales, José Ortiz, Edwin Pellot, Ramón Rivas, Richard Soto, Trener:  Raymond Dalmau.
Atlanta 1996
Pablo Alicea, Joél Curbelo, Jerome Mincy, José Ortiz, Edgar Padilla, Ramón Rivas, Eddie Rivera, Daniel Santiago, Eugenio Soto, Richard Soto, Georgie Torres, Carmelo Travieso, Trener:  Carlos Morales.
Ateny 2004
Rick Apodaca, Carlos Arroyo, Elías Larry Ayuso, Eddie Casiano, Christian Dalmau, Sharif Fajardo, Bobby Joe Hatton, Rolando Hourruitiner, José Ortiz, Peter John Ramos, Jorge Rivera, Daniel Santiago, Trener:  Julio Toro.
Mistrzostwa świata
Mistrzostwa świata 1959
Juan Báez, Toñín Casillas, José Cestero, Salvador Dijols, Evelio Droz, Martin Jiménez, Alfonso Lastra, John Moráles, Johnny Rodríguez, José A. Ruano, Juan Vicéns, Trener:  Víctor Mario Pérez.
Mistrzostwa świata 1963
Eduardo Álvarez, Juan Báez, César Bocachica, Ángel Cancel, Salvador Dijols, Evelio Droz, Tomás Gutiérrez, Bill McCadney, Ramón Siragusa, Armando Torres, Rafael Valle, Juan Vicéns, Trener:  José Garrige.
Mistrzostwa świata 1967
Ángel Cancel, Francisco Córdova, Victor Cuevas, Raymond Dalmau, Tomás Gutiérrez, Gustavo Mattei, Bill McCadney, Mariano Ortiz, Adolfo Porrata, Richard Pietri, Rafael Rivera, Alberto Zamot, Trener:  Fufi Santori.
Mistrzostwa świata 1974
Carlos Bermudez, Héctor Blondet, Luis Brignoni, Teófilo Cruz, Raymond Dalmau, Ruben Montanez, Mariano Ortiz, Jose Pacheco, Neftalí Rivera, Rubén Rodríguez, Jimmy Thordsen, Michael Vicens, Trener:  Armando Torres.
Mistrzostwa świata 1978
Carlos Bermudez, Raymond Dalmau, Mario Morales, Hector Olivencia, Willie Quinones, Neftalí Rivera, Daniel Rodriguez, Rubén Rodríguez, Angel Santiago, Steven Sewell, Georgie Torres, Javier Villet, Trener:  Víctor Ojeda.
Mistrzostwa świata 1986
Wesley Correa, Angelo Cruz, Edgar de León, Francisco de León, Orlando Febres, Federico López, Jerome Mincy, Mario Morales, Ramón Rivas, Felix Rivera, José Sosa, Frankie Torruellas, Trener:  Ángel Cancel.
Mistrzostwa świata 1990
Jose Agosto, James Carter, Angelo Cruz, Edgar de León, Francisco de León, Raymond Gausse, Federico López, Orlando Marrero, Jerome Mincy, José Ortiz, Ramón Rivas, Georgie Torres, Trener:  Raymond Dalmau.
Mistrzostwa świata 1994
Luis Ramon Allende, Dean Borges, James Carter, Eddie Casiano, Javier Colón, Ruben Colón, Edgar de León, Federico López, Jerome Mincy, José Ortiz, Félix Pérez, Orlando Vega, Trener:  Carlos Morales.
Mistrzostwa świata 1998
James Carter, Eddie Casiano, Javier Colón, Edgar de León, Rolando Hourruitiner, Jerome Mincy, José Ortiz, Daniel Santiago, Eddin Santiago, Eugenio Soto, Carmelo Travieso, Orlando Vega, Trener:  Carlos Morales.
Mistrzostwa świata 2002
Luis Ramon Allende, Rick Apodaca, Carlos Arroyo, Elías Larry Ayuso, Christian Dalmau, Raymond Dalmau, Rolando Hourruitiner, Antonio Latimer, Jerome Mincy, José Ortiz. Félix Pérez, Daniel Santiago, Trener:  Julio Toro.
Mistrzostwa świata 2006
Carlos Arroyo, David Huertas, Daniel Santiago, Rick Apodaca, Guillermo Díaz, Peter John Ramos, Bobby Joe Hatton, Antonio Latimer, Carmelo Antrone Lee, Filiberto Rivera, Manuel Antonio Narvaez, Angelo Reyes, Trener:  Julio Toro.
Mistrzostwa świata 2010
Carlos Arroyo, Renaldo Balkman, José Juan Barea, Guillermo Díaz, David Huertas, Carmelo Lee, Nathan Peavy, Peter Ramos, Filiberto Rivera, Ricky Sánchez, Daniel Santiago, Ángel Daniel Vassallo, Trener:  Manolo Cintrón
Mistrzostwa świata 2014
Carlos Arroyo, Renaldo Balkman, José Juan Barea, Ramón Clemente, Jorge Díaz, Alex Franklin, Alex Galindo, David Huertas, Carlos Rivera, Ricky Sánchez, Daniel Santiago, Ángel Daniel Vassallo, Trener:  Paco Olmos.
Mistrzostwa świata 2019
Renaldo Balkman, Chris Brady, Gary Browne, Gian Clavell, Ramón Clemente, Devon Collier, Jorge Díaz, Alex Franklin, David Huertas, Javier Mojica, Isaiah Piñeiro, Ángel Rodríguez, Trener:  Eddie Casiano.

## Selekcjonerzy
| Lp. | Imię i nazwisko    | Okres urzędowania | Okres urzędowania |
| --- | ------------------ | ----------------- | ----------------- |
| 1.  | Víctor Mario Pérez | 1959              | 1959              |
| 2.  | Howie Shannon      | 1960              | 1963              |
| 3.  | José Garrige       | 1963              | 1963              |
| 4.  | Lou Rossini        | 1964              | 1967              |
| 5.  | Fufi Santori       | 1967              | 1967              |
| 6.  | Lou Rossini        | 1968              | 1972              |
| 7.  | Gene Bartow        | 1972              | 1974              |
| 8.  | Armando Torres     | 1974              | 1976              |
| 9.  | Tom Nissalke       | 1976              | 1978              |
| 10. | Víctor Ojeda       | 1978              | 1986              |
| 11. | Ángel Cancel       | 1986              | 1988              |

| Lp. | Imię i nazwisko      | Okres urzędowania | Okres urzędowania |
| --- | -------------------- | ----------------- | ----------------- |
| 12. | Armando Torres Ortiz | 1988              | 1990              |
| 13. | Raymond Dalmau       | 1990              | 1994              |
| 14. | Carlos Morales       | 1994              | 2002              |
| 15. | Julio Toro           | 2002              | 2006              |
| 16. | Manolo Cintrón       | 2010              | 2011              |
| 17. | Flor Meléndez        | 2011              | 2013              |
| 18. | Paco Olmos           | 2013              | 2014              |
| 19. | Rick Pitino          | 2015              | 2015              |
| 20. | Eddie Casiano        | 2016              | 2021              |
| 21. | Omar González        | 2019              | 2019              |
| 22. | Nelson Colón         | 2021              | urzęduje          |

## Bilans meczów na mistrzostwach świata
| Reprezentacja  | Z | P |
| -------------- | - | - |
| Angola         | 2 | 0 |
| Argentyna      | 1 | 1 |
| Australia      | 1 | 2 |
| Bułgaria       | 0 | 2 |
| Brazylia       | 1 | 7 |
| Chile          | 0 | 1 |
| Chiny          | 3 | 1 |
| Chorwacja      | 0 | 1 |
| Czechosłowacja | 0 | 1 |
| Dominikana     | 1 | 0 |

| Reprezentacja    | Z | P |
| ---------------- | - | - |
| Egipt            | 1 | 0 |
| Filipiny         | 2 | 0 |
| Francja          | 0 | 1 |
| Grecja           | 1 | 3 |
| Hiszpania        | 1 | 2 |
| Iran             | 1 | 0 |
| Japonia          | 2 | 1 |
| Jugosławia       | 2 | 4 |
| Kanada           | 4 | 0 |
| Korea Południowa | 1 | 0 |

| Reprezentacja | Z | P |
| ------------- | - | - |
| Kuba          | 1 | 0 |
| Liban         | 1 | 0 |
| Meksyk        | 0 | 1 |
| Niemcy        | 1 | 1 |
| Nowa Zelandia | 0 | 1 |
| Paragwaj      | 2 | 0 |
| Peru          | 1 | 1 |
| Polska        | 0 | 1 |
| Rosja         | 0 | 3 |
| Senegal       | 1 | 1 |

| Reprezentacja            | Z   | P   |
| ------------------------ | --- | --- |
| Stany Zjednoczone        | 1   | 8   |
| Tunezja                  | 1   | 0   |
| Turcja                   | 1   | 1   |
| Wenezuela                | 1   | 0   |
| Włochy                   | 1   | 5   |
| Wybrzeże Kości Słoniowej | 1   | 1   |
| Urugwaj                  | 1   | 0   |
| ZSRR                     | 0   | 4   |
| Razem                    | 37  | 56  |
| Razem ogółem             | 453 | 487 |